# Distretto di Majuli
Il distretto di Majuli è un distretto dello stato dell'Assam in India. Il suo capoluogo è Majuli.
È stato costituito a partire dal 27 giugno 2016 scorporando parte del territorio del distretto di Jorhat.